# Andrew August
Andrew "AJ" August (12 oktober 2005) is een Amerikaans wielrenner die in 2024 prof werd bij INEOS Grenadiers.

## Carrière
Als eerstejaars junior won August een etappe in de Watersley Junior Challenge en de jongerenklassementen in de Ronde van Opper-Oostenrijk, de Ronde van de Valleien en de Ronde van Ribera del Duero. In zijn tweede seizoen als junior behaalde hij meerdere overwinningen, waaronder de nationale titel in het tijdrijden en een etappe in de Internationale Juniorendriedaagse. De Grote Prijs van West-Bohemen won hij na een solo van vijftig kilometer. Op het wereldkampioenschap werd hij negende in de tijdrit. Als junior was hij ook actief in het veldrijden.
In 2024 werd August prof bij INEOS Grenadiers. Dat seizoen was hij de jongste renner op World Tourniveau. Zijn debuut voor de ploeg maakte hij de Ronde van Murcia. Negen dagen later volgde zijn eerste wedstrijd in de World Tour: de Ronde van de Verenigde Arabische Emiraten. Begin april stond hij als jongste renner ooit aan de start van Parijs-Roubaix. Na 260 kilometer kwam hij anderhalve minuut na het verstrijken van de tijdslimiet over de finish in het Vélodrome André Pétrieux, waardoor hij niet werd geklasseerd.

## Palmares

### Veldrijden

#### Resultatentabel
| Seizoen    | WK  | PAK | AK     | Klassementen | Klassementen | Klassementen | Klassementen | Klassementen | Podia | Podia  | Podia | Aantal crossen |
| Seizoen    | WK  | PAK | AK     | WB           | SP           | Trofee       | USCX         | NECXS        | Goud  | Zilver | Brons | Aantal crossen |
| ---------- | --- | --- | ------ | ------------ | ------------ | ------------ | ------------ | ------------ | ----- | ------ | ----- | -------------- |
| Als junior |     |     |        |              |              |              |              |              |       |        |       |                |
| 2021-2022  | 5e  | -   | Zilver | 35e          | -            | -            | Zilver       | 7e           | 1     | 4      | 4     | 18             |
| 2022-2023  | 22e | -   | Goud   | 7e           | -            | -            | -            | -            | 2     | 0      | 0     | 9              |

### Wegwielrennen

#### Overwinningen
2022
Jongerenklassement Juniorenronde van Opper-Oostenrijk
2e etappe deel B Watersley Junior Challenge
Jongerenklassement Ronde van de Valleien
Jongerenklassement Ronde van Ribera del Duero
2023
Grote Prijs van West-Bohemen
2e etappe Internationale Juniorendriedaagse
 Amerikaans kampioen tijdrijden, Junioren
4e en 5e etappe Ronde van de Valromey
Eindklassement Ronde van de Valromey

#### Resultaten in voornaamste wedstrijden
|      | \| Jaar \| Parijs-Roubaix \| Clásica San Sebastián \| \| ---- \| -------------- \| --------------------- \| \| 2024 \| buit.tijd \| \| \| 2025 \| \| 71e \| |                       |
| Jaar | Parijs-Roubaix | Clásica San Sebastián |
| 2024 | buit.tijd |                       |
| 2025 | | 71e                   |

#### Resultaten in kleinere rondes
| Jaar | Ronde van de VAE |
| ---- | ---------------- |
| 2024 | 55e              |

## Ploegen
- 2024 –  INEOS Grenadiers
- 2025 –  INEOS Grenadiers